# Campionat d'Europa de natació de 1962
El Campionat d'Europa de natació de 1962 va ser la desena edició del Campionat d'Europa de natació. La competició es va disputar entre el 18 i el 25 d'agost de 1962 a Leipzig, República Democràtica Alemanya.

## Medaller
País amfitrió
| Posició | País           | Or | Plata | Bronze | Total |
| 1       | Països Baixos  | 6  | 5     | 5      | 16    |
| 2       | RDA            | 5  | 5     | 7      | 17    |
| 3       | Unió Soviètica | 4  | 4     | 3      | 11    |
| 4       | Regne Unit     | 2  | 5     | 2      | 9     |
| 5       | França         | 2  | 1     | 0      | 3     |
| 6       | Hongria        | 2  | 0     | 3      | 5     |
| 7       | Suècia         | 1  | 2     | 2      | 5     |
| 8       | Àustria        | 1  | 0     | 0      | 1     |
| 9       | Espanya        | 0  | 1     | 0      | 1     |
| 10      | Iugoslàvia     | 0  | 1     | 0      | 1     |
| Total   | Total          | 23 | 24    | 22     | 69    |

## Resultats

### Salts
Proves masculines
| Proves               | Or                  | Or     | Plata                    | Plata  | Bronze                | Bronze |
| Trampolí de 3 metres | Kurt Mrkwicka (AUT) | 147.21 | Hans-Dieter Pophal (GDR) | 145.70 | Boris Polulyakh (URS) | 145.20 |
| Palanca              | Brian Phelps (GBR)  | 150.81 | Rolf Sperling (GDR)      | 148.24 | Gennadiy Galkin (URS) | 143.18 |

Proves femenines
| Proves               | Or                  | Or     | Plata                   | Plata  | Bronze                   | Bronze |
| Trampolí de 3 metres | Ingrid Krämer (GDR) | 153.57 | Christiane Lanzke (GDR) | 137.78 | Natalya Kuznetsova (URS) | 133.78 |
| Palanca              | Ingrid Krämer (GDR) | 107.96 | Ninel Krutova (URS)     | 95.92  | Gabriele Schöpe (GDR)    | 90.88  |

### Natació
Proves masculines
| Proves                       | Or                                                                                  | Or      | Plata                                                                                | Plata   | Bronze                                                                    | Bronze  |
| 100 metres lliures           | Alain Gottvallès (FRA)                                                              | 55.0    | Per-Ola Lindberg (SWE)                                                               | 55.5    | Ron Kroon (NED)                                                           | 55.5    |
| 400 metres lliures           | Johan Bontekoe (NED)                                                                | 4:25.6  | Hans Rosendahl (SWE)                                                                 | 4:25.8  | Frank Wiegand (GDR)                                                       | 4:26.8  |
| 1.500 metres lliures         | József Katona (HUN)                                                                 | 17:49.5 | Miquel Torres (ESP)                                                                  | 17:55.6 | Richard Campion (GBR)                                                     | 17:59.8 |
| 200 metres esquena           | Leonid Barbier (URS)                                                                | 2:16.6  | Wolfgang Wagner (GDR)                                                                | 2:17.9  | József Csikány (HUN)                                                      | 2:18.5  |
| 200 metres braça             | Georgy Prokopenko (URS)                                                             | 2:32.8  | Ivan Karetnikov (URS)                                                                | 2:33.2  | Rob van Empel (NED)                                                       | 2:38.1  |
| 200 metres papallona         | Valentin Kuzmin (URS)                                                               | 2:14.2  | Brian Jenkins (GBR)                                                                  | 2:15.6  | Wolfgang Sieber (GDR)                                                     | 2:18.0  |
| 400 metres estils            | Gennady Androsov (URS)                                                              | 5:01.3  | Jan Jiskoot (NED)                                                                    | 5:05.5  | Jürgen Bachmann (GDR)                                                     | 5:05.9  |
| relleus 4×100 metres lliures | FrançaAlain Gottvallès · Jean-Pascal Curtillet · Robert Christophe · Gérard Gropaiz | 3:43.7  | Regne UnitBob McGregor · John Martin-Dye · Peter Kendrew · Stanley Clarke            | 3:44.7  | SuèciaBengt-Olof Nordvall · Jan Lundin · Mats Svensson · Per-Ola Lindberg | 3:45.0  |
| relleus 4×200 metres lliures | SuèciaHans Rosendahl · Per-Ola Lindberg · Mats Svensson · Lars-Erik Bengtsson       | 8:18.4  | FrançaGérard Gropaiz · Alain Gottvallès · Jean-Pascal Curtillet · Robert Christophe  | 8:20.4  | RDAJoachim Herbst · Martin Klink · Frank Wiegand · Volker Frischke        | 8:24.6  |
| relleus 4×100 metres estils  | RDAJürgen Dietze · Egon Henninger · Horst-Günter Gregor · Frank Wiegand             | 4:09.0  | Unió SovièticaVeliko Siymar · Leonid Kolesnikov · Valentin Kuzmin · Víktor Konopliov | 4:10.3  | Països BaixosJan Weeteling · Wieger Mensonides · Jan Jiskoot · Ron Kroon  | 4:10.9  |

Proves femenines
| Proves                       | Or                                                                               | Or     | Plata                                                                         | Plata  | Bronze                                                                              | Bronze |
| 100 metres lliures           | Heidi Pechstein (GDR)                                                            | 1:03.3 | Diana Wilkinson (GBR)                                                         | 1:03.3 | Ineke Tigelaar (NED)                                                                | 1:03.3 |
| 400 metres lliures           | Adrie Lasterie (NED)                                                             | 4:52.4 | Ineke Tigelaar (NED)                                                          | 4:57.3 | Elisabeth Ljunggren (SWE)                                                           | 4:58.1 |
| 100 metres esquena           | Ria van Velsen (NED)                                                             | 1:10.5 | Corrie Winkel (NED)                                                           | 1:10.7 | Veronika Holletz (GDR)                                                              | 1:11.3 |
| 200 metres braça             | Anita Lonsbrough (GBR)                                                           | 2:50.2 | Klenie Bimolt (NED)                                                           | 2:51.2 | Ursula Küper (GDR)                                                                  | 2:52.2 |
| 100 metres papallona         | Ada Kok (NED)                                                                    | 1:09.0 | Ute Noack (GDR)                                                               | 1:10.0 | Marianne Heemskerk (NED)                                                            | 1:10.3 |
| 400 metres estils            | Adrie Lasterie (NED)                                                             | 5:27.8 | Anita Lonsbrough (GBR)                                                        | 5:32.3 | Márta Egerváry (HUN)                                                                | 5:33.3 |
| relleus 4×100 metres lliures | Països BaixosCocky Gastelaars · Adrie Lasterie · Erica Terpstra · Ineke Tigelaar | 4:15.1 | Regne UnitLinda Amos · Adrienne Brenner · Jennifer Thompson · Diana Wilkinson | 4:16.3 | HongriaMaria Frank · Zsuzsa Kovács · Csilla Dobai-madarász · Katalin Takacs         | 4:17.5 |
| relleus 4×100 metres estils  | RDAIngrid Schmidt · Barbara Göbel · Ute Noack · Heidi Pechstein                  | 4:40.1 | Països BaixosRia van Velsen · Klenie Bimolt · Ada Kok · Ineke Tigelaar        | 4:42.9 | Regne UnitLinda Ludgrove · Anita Lonsbrough · Mary-Anne Cotterill · Diana Wilkinson | 4:46.2 |

### Waterpolo
| Prova             | Or      | Plata                     | Bronze |
| Waterpolo masculí | Hongria | Unió Soviètica Iugoslàvia |        |